# 스타 트랙 9 - 최후의 반격
《스타 트랙 9 - 최후의 반격》(Star Trek: Insurrection)은 미국에서 제작된 조나단 플레이크 감독의 1998년 SF, 액션, 드라마, 멜로/로맨스, 모험 영화이다. 패트릭 스튜어트 등이 주연으로 출연하였고 릭 버먼 등이 제작에 참여하였다.

## 출연

### 주연
- 패트릭 스튜어트
- 조나단 플레이크
- 브렌트 스피너
- 레버 버튼
- 마이클 돈
- 게이츠 맥파든
- 마리나 설티스
- F. 머레이 아브라함
- 도나 머피
- 안소니 저브

### 조연
- 그레그 헨리
- 다니엘 휴 켈리
- 마이클 웰치
- 마크 디킨스
- 스테파니 니즈닉
- 마이클 호턴
- 브루스 프렌치
- 브레온 고먼
- 존 호스테터
- 릭 워디

## 한국어 더빙 성우진(MBC, 2006년 2월 10일)
- 김기현 - 존 뤽 피카드 (패트릭 스튜어트)
- 박일 - 윌리엄 라이커 (조나단 플레이크)
- 이인성 - 루아포 (F. 머레이 에이브라함)
- 송도영 - 아니쉬 (도나 머피)
- 이우신 - 워프 (마이클 돈)
- 안지환 - 데이터 (브렌트 스피너)
- 송준석 - 조르디 (레버 버튼)
- 엄태국 - 소제프 (다니엘 휴 켈리)
- 최한 - 갈라 (그렉 헨리)
- 기경옥 - 크러셔 (게이츠 맥퍼든)
- 윤소라 - 트로이 (마리나 서티스)
- 조현정 - 아팀 (마이클 웰치)
- 이원찬 - 나라
- 정재헌 - 중위
- 이민하 - 퍼림 (스테파니 니즈닉)
- 유상우 - 대위
- 한경화 - 소나 여장교
- 김두희 - 투넬
- 양준건 - 소나 장교

## 기타
- 원조: 진 로든버리
- 공동제작: 피터 로리슨
- 협력프로듀서: 패트릭 스튜어트
- 미술: 허먼 F. 짐머맨
- 의상: 소냐 밀코빅 헤이스
- 배역: 주니 로우리-존슨
- 배역: 론 서마